# Brazey-en-Plaine
Brazey-en-Plaine – miejscowość i gmina we Francji, w regionie Burgundia-Franche-Comté, w departamencie Côte-d’Or.
Według danych na rok 1990 gminę zamieszkiwało 2499 osób, a gęstość zaludnienia wynosiła 98 osób/km² (wśród 2044 gmin Burgundii Brazey-en-Plaine plasuje się na 80. miejscu pod względem liczby ludności, natomiast pod względem powierzchni na miejscu 267.).